# Zitha punicealis
Zitha punicealis is een vlinder uit de familie snuitmotten (Pyralidae). De wetenschappelijke naam van deze soort is voor het eerst geldig gepubliceerd in 1866 door Walker.
De soort komt voor in tropisch Afrika.